# Al Wakrah
Al Wakrah (tiếng Ả Rập: الوكرة) là một thành phố/đô thị của Qatar nằm ở đoạn giữa của Ad Dawhah và Mesaieed. Đô thị này có dân số hơn 30.000 người.